# Cristo em Majestade

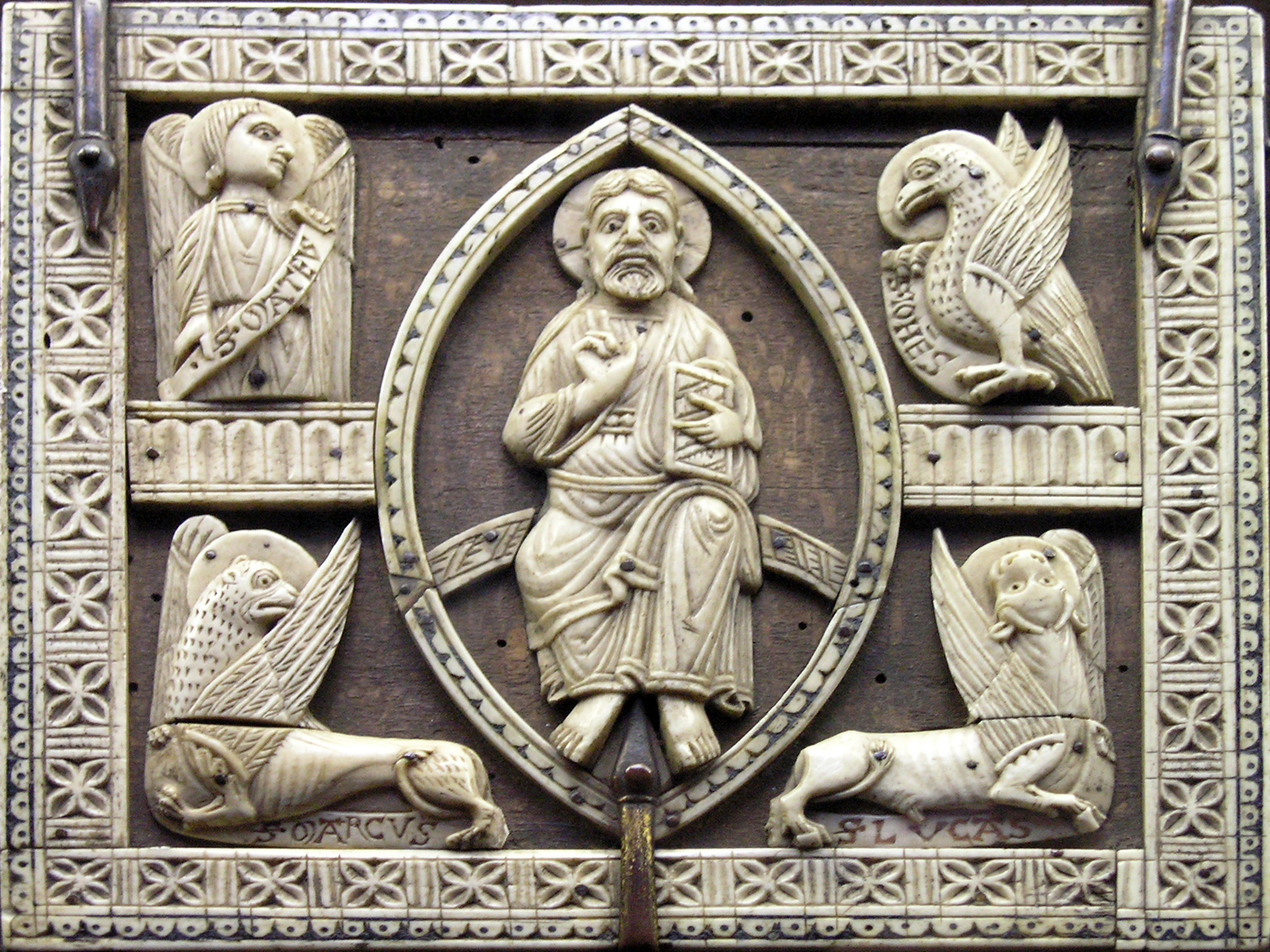
Cristo em Majestade rodeado por insígnias dos evangelistas. Painéis de marfim sobre um cofre de madeira, primeira metade do século XIII

Cristo em Majestade ou Cristo em Glória (em latim Majestas Domini) é um tema iconográfico recorrente na arte do cristianismo ocidental, no qual Cristo é representado sentado num trono enquanto governador do mundo, assumindo sempre uma posição frontal no centro da composição, e ladeado por figuras sagradas cuja escolha varia de acordo com a época e contexto. O tema tem origem na arte paleocristã, que por sua vez se inspira na representação dos imperadores romanos entronados. Na arte bizantina, o tema evoluiu de forma ligeiramente diferente para a imagem de meio corpo do Cristo Pantocrator, onde normalmente Cristo é representado sozinho, ou para o deesis, onde Cristo é representado a corpo inteiro e acompanhado principalmente por Maria e São João Baptista. No Ocidente, o tema da Majestade é recorrente durante o Renascimento e até ao Barroco.

## Evolução do tema
A partir de finais do século IV, Cristo, ainda sem barba, começa a ser representado sentado num trono assente num estrado, com os pés em repouso sobre um banco e normalmente ladeado por São Pedro e São Paulo ou, em composições maiores, por todos os doze apóstolos. O grupo central do Sarcófago de Júnio Basso, datado de 359, é a mais antiga representação conhecida com data determinada. Em alguns casos, Cristo segura um pergaminho a São Pedro à sua direita, imitando um gesto comum na representação de imperadores durante o acto de entrega de um decreto imperial a um oficial. Esta iconografia é denominada Traditio Legis ("entregar a lei"), ou "Cristo legislador".